# Murat Chračëv
Murat Petrovič Chračëv (in russo Мурат Петрович Храчев?; Čerkessk, 25 luglio 1983) è un pugile russo.

## Palmarès

### Olimpiadi
- 1 medaglia:
  - 1 bronzo (Atene 2004 nei pesi leggeri)

### Coppa del mondo
- 1 medaglia:
  - 1 oro (Mosca 2005 nei pesi leggeri)